# Norman (Carolina del Nord)
Norman è un comune degli Stati Uniti d'America, situato in Carolina del Nord, nella contea di Richmond.